# Keratella taurocephala
Keratella taurocephala är en hjuldjursart som beskrevs av Myers 1938. Keratella taurocephala ingår i släktet Keratella och familjen Brachionidae. Inga underarter finns listade i Catalogue of Life.